# Avelin Mary
Avelin Mary es bióloga marina y monja católica de la Congregación de la Mother of Sorrows Servants of Mary (Madre de los Dolores Siervos de María). Es una directora del Centro de Investigación Marino del Sagrado Corazón (Sacred Heart Marine Research Center SHMRC),Tuticorin.

## Educación
Avelin Mary recibió su Ph.D. de biología marina en Marathwada University, Aurangabad. Completó su posdoctorado en Laboratorios Osborne (New York Zoological Society) y (Beaufort, Carolina del Norte). Fue de visita científica a la Universidad Tulane, Universidad Duke, Universidad de Delaware, Universidad de Hawái y Universidad Católica Fu Jen en Taiwán.
En 1988, regresó a India para establecer su propio grupo de búsqueda independiente. Su área de investigación es la biología de percebes. Su interés concreto está en la sustitución de las sustancias químicas tóxicas que afectan el entorno del océano con compuestos alternativos de fuentes naturales que pueden tener propiedades funcionales similares sin los efectos tóxicos en otros organismos marinos.

## Carrera
Avelin Mary era la principal de la universidad de Saint Mary's College una institución católica para educación de más alto nivel de mujeres en Tuticorin. 
En 1991, fundó El Centro de Investigación Marino del Sagrado Corazón (SHMRC) como una organización sin ánimo de lucro independiente para el propósito de conservación e investigación marina .Es actualmente la Directora del instituto qué está afiliado con Poseidón Ciencias de Océano, Inc en EE. UU.
Durante su estudio de corales, descubrió que producen sustancias químicas que podría impedir la incrustación (de percebes) en barcos y ahorrar millones de dólares.

## Premios
Esté nombrada una de los "2000 científicos excepcionales del siglo XX" por el Centro de Búsqueda Biográfico Internacional en Cambridge. En 1999, el Instituto Biográfico americano la seleccionó su "Mujer del Año 1998",
En 2002, se la reconoció por la Academia de Ciencia Medioambiental Nacional de India (NESA) en Nueva Delhi como uno de 14 Científicos del Año. Recibió el premio en Calcuta. 
En enero de 2003, fue una de las 12 ganadores del Jagruthi Kiran Fundación 2003 Netaji Subhash Chandra Bose Premio Nacional por Excelencia.